# Soucy (Aisne)
Pour les articles homonymes, voir Soucy.
Soucy est une commune française située dans le département de l'Aisne, en région Hauts-de-France.

## Géographie

### Localisation
Soucy est un petit village de l'ancien Soissonnais, situé dans un étroit vallon située en bordure du massif forestier de Retz, à 7 km à vol d'oiseau au nord-est de Villers-Cotterêts, 20 km de Crépy-en-Valois, 25 km au sud-est de Compiègne, 31 km au sud de Noyon et 17 km au sud-ouest de Soissons.
Il fait partie de l'aire d'attraction de Paris, de la zone d'emploi de Soissons et du bassin de vie de Villers-Cotterêts.

### Communes limitrophes
Les communes limitrophes sont Cœuvres-et-Valsery, Montgobert, Mortefontaine, Puiseux-en-Retz et Vivières.

### Géologie et relief
La superficie de la commune est de 5,22 km2 ; son altitude varie de 65  à   152 mètres.
Soucy est situé à mi-côte dans un petit enfoncement de la vallée qui va de Puiseux à Coeuvres.

### Hydrographie
La commune est située dans le bassin Seine-Normandie. Elle est drainée par le ru de Retz, le fossé 01 de Carrière de Vaubéron et le fossé du Grand Marais,,.
| (texte à fusionner) Le territoire communal est limité à l'est par le lit du Ru de Retz (ou , un affluent de l'Aisne et donc un sous-affluent de la Seine par lo'Oise.. |

Le Ru de Retz, d'une longueur de 15 km, prend sa source dans la commune de Puiseux-en-Retz et se jette  dans l'Aisne à Fontenoy, après avoir traversé dix communes.

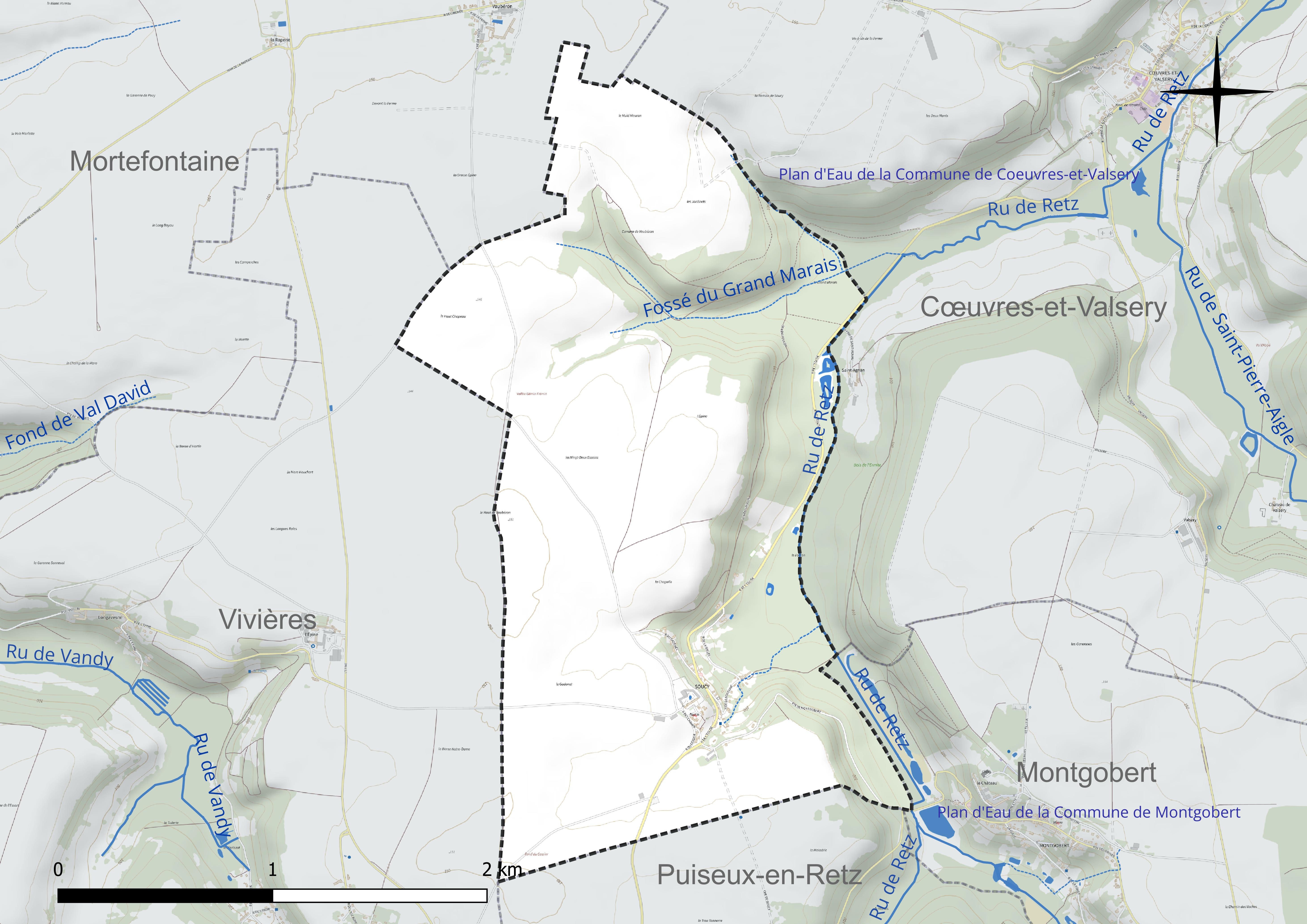
Carte hydrographique de la commune.
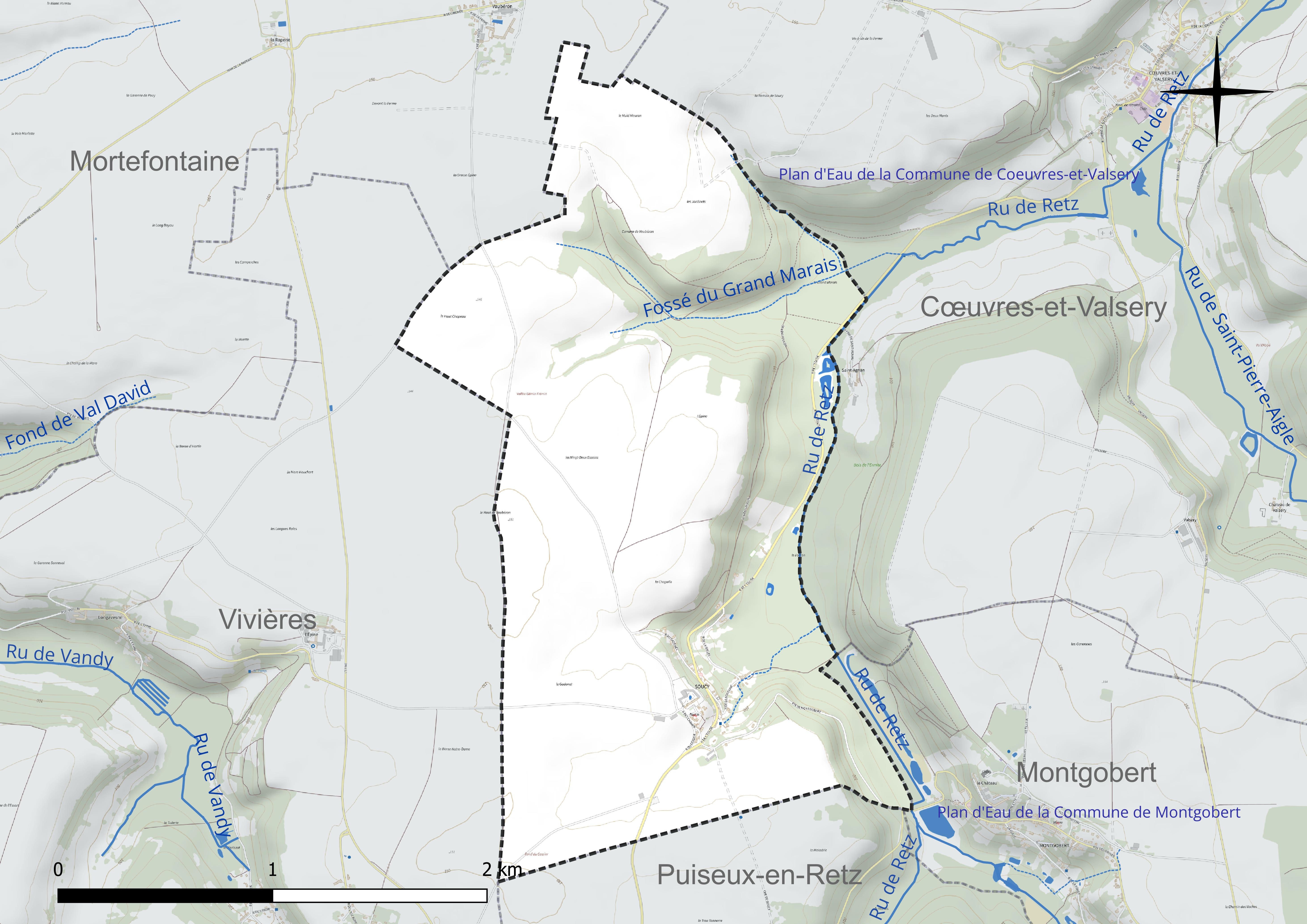
Réseau hydrographique de Soucy.

### Climat
Pour des articles plus généraux, voir Climat des Hauts-de-France et Climat de l'Aisne.
En 2010, le climat de la commune est de type climat océanique dégradé des plaines du Centre et du Nord, selon une étude du CNRS s'appuyant sur une série de données couvrant la période 1971-2000. En 2020, Météo-France publie une typologie des climats de la France métropolitaine dans laquelle la commune est exposée à un climat océanique altéré et est dans la région climatique Nord-est du bassin Parisien, caractérisée par un ensoleillement médiocre, une pluviométrie moyenne régulièrement répartie au cours de l'année et un hiver froid (3 °C).
Pour la période 1971-2000, la température annuelle moyenne est de 10,6 °C, avec une amplitude thermique annuelle de 15 °C. Le cumul annuel moyen de précipitations est de 743 mm, avec 12,2 jours de précipitations en janvier et 8,6 jours en juillet. Pour la période 1991-2020, la température moyenne annuelle observée sur la station météorologique la plus proche, située sur la commune de Margny-lès-Compiègne à 25 km à vol d'oiseau, est de 11,2 °C et le cumul annuel moyen de précipitations est de 633,5 mm,. Pour l'avenir, les paramètres climatiques de la commune estimés pour 2050 selon différents scénarios d'émission de gaz à effet de serre sont consultables sur un site dédié publié par Météo-France en novembre 2022.

## Urbanisme

### Typologie
Au 1er janvier 2024, Soucy est catégorisée commune rurale à habitat dispersé, selon la nouvelle grille communale de densité à 7 niveaux définie par l'Insee en 2022.
Elle est située hors unité urbaine. Par ailleurs la commune fait partie de l'aire d'attraction de Paris, dont elle est une commune de la couronne,.

### Occupation des sols

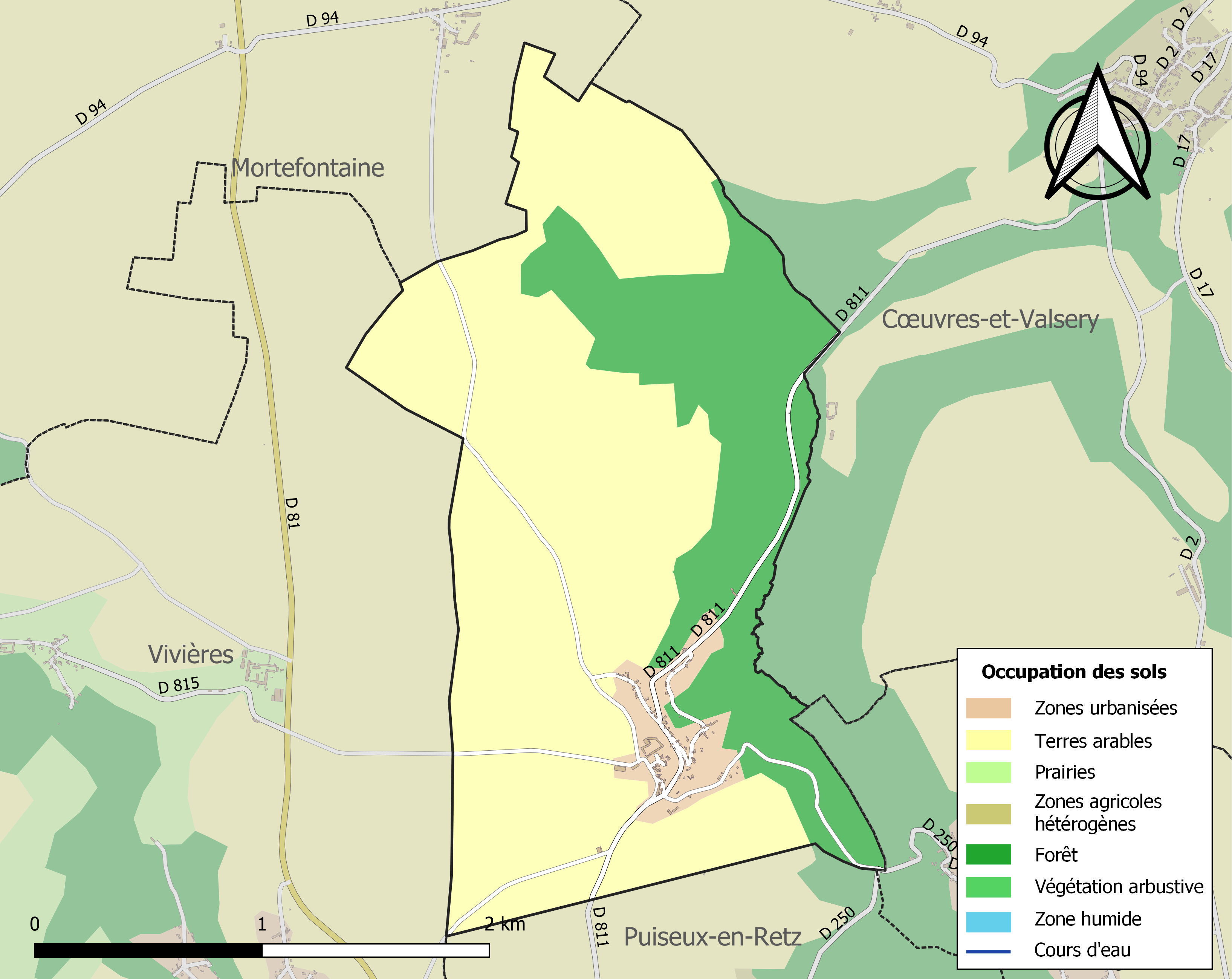
Carte de l'occupation des sols de la commune en 2018 (CLC).

L'occupation des sols de la commune, telle qu'elle ressort de la base de données européenne d'occupation biophysique des sols Corine Land Cover (CLC), est marquée par l'importance des territoires agricoles (65,6 % en 2018), en diminution par rapport à 1990 (68,8 %). La répartition détaillée en 2018 est la suivante : 
terres arables (65,6 %), forêts (29,2 %), zones urbanisées (5,1 %).
L'évolution de l'occupation des sols de la commune et de ses infrastructures peut être observée sur les différentes représentations cartographiques du territoire : la carte de Cassini (XVIIIe siècle), la carte d'état-major (1820-1866) et les cartes ou photos aériennes de l'IGN pour la période actuelle (1950 à aujourd'hui).

### Morphologie urbaine
Le village de Soucy s'étale sur trois niveaux de hauteur. Les constructions du village s'étagent sur le versant du vallon.
La  place est située au niveau supérieur.

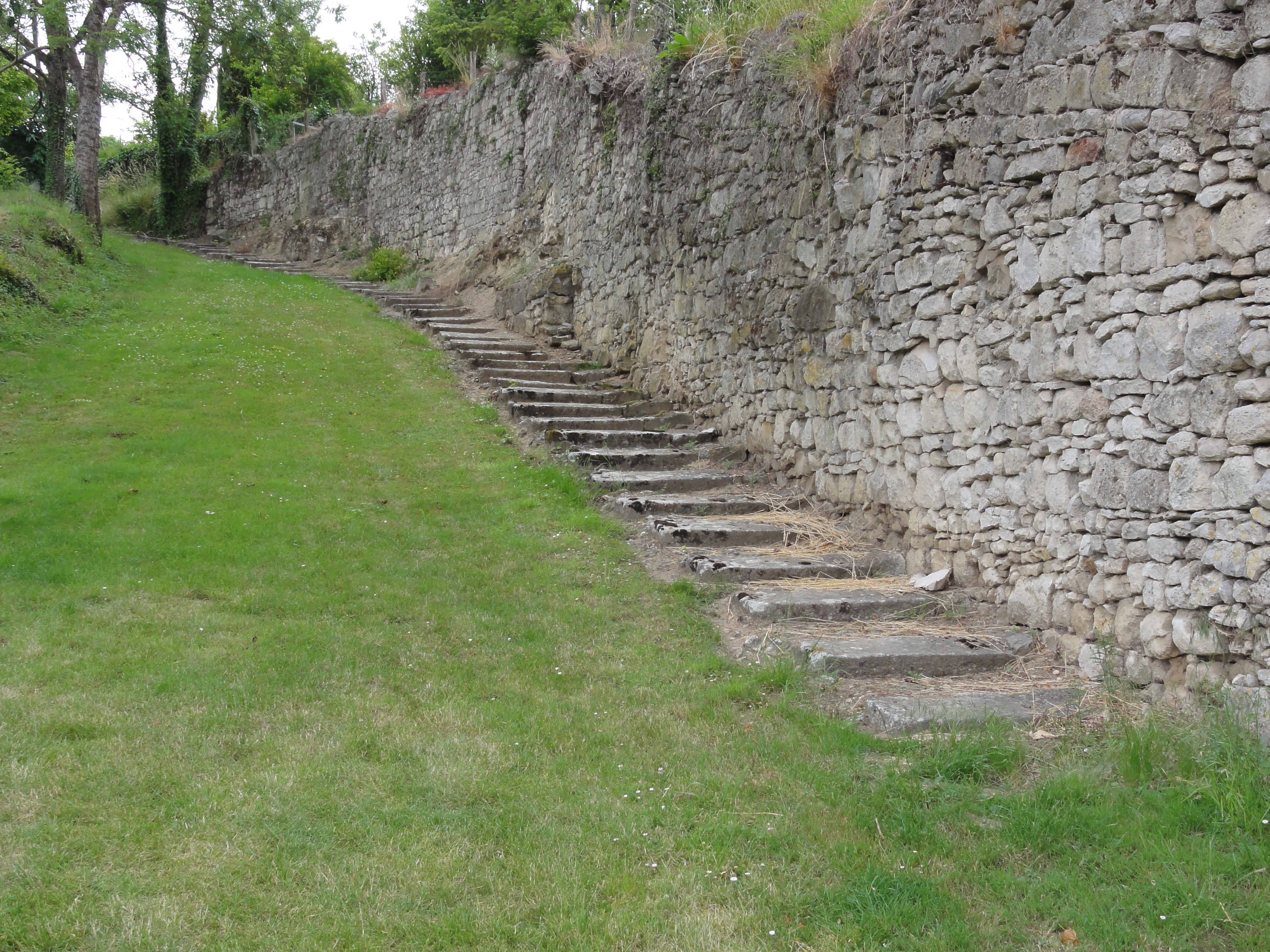
Escaliers du niveau intermédiaire vers le haut du village.
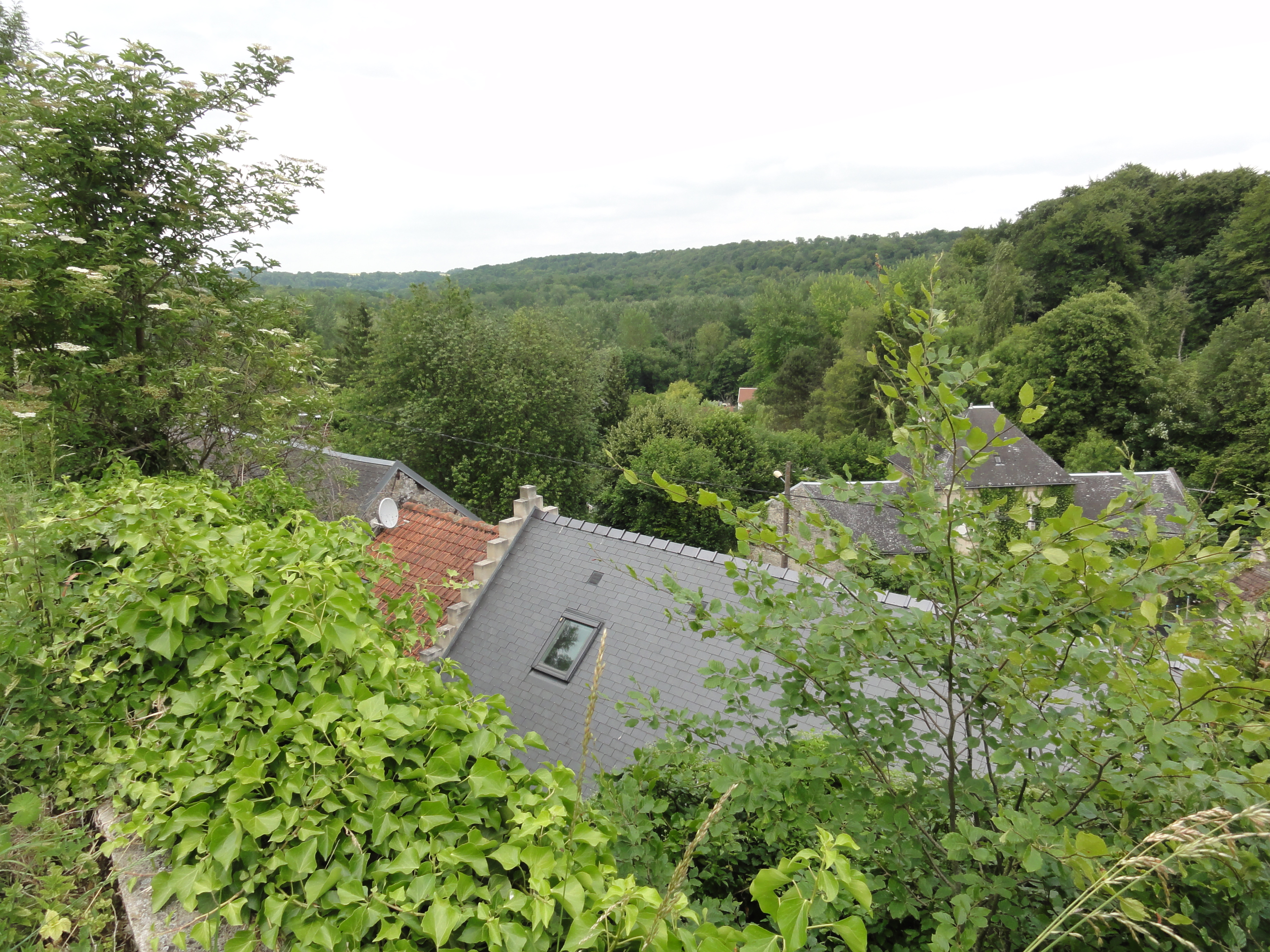
Vue du niveau intermédiaire sur le bas du village.

### Habitat et logement
En 2020, le nombre total de logements dans la commune était de 51, alors qu'il était de 53 en 2015 et de 50 en 2010.
Parmi ces logements, 68,7 % étaient des résidences principales, 21,5 % des résidences secondaires et 9,8 % des logements vacants. Ces logements étaient  tous des maisons individuelles.
Le tableau ci-dessous présente la typologie des logements à Soucy en 2020 en comparaison avec celle de l'Aisne et de la France entière. Une caractéristique marquante du parc de logements est ainsi une proportion de résidences secondaires et logements occasionnels (21,5 %) supérieure à celle du département (3,4 %) et à celle de la France entière (9,7 %).
| Typologie                                               | Soucy | Aisne | France entière |
| ------------------------------------------------------- | ----- | ----- | -------------- |
| Résidences principales (en %)                           | 68,7  | 86,6  | 82,1           |
| Résidences secondaires et logements occasionnels (en %) | 21,5  | 3,4   | 9,7            |
| Logements vacants (en %)                                | 9,8   | 10,1  | 8,2            |

### Voies de communication et transports
La commune est desservie par la RD  811, qui la traverse du sud au nord et contribue à relier Villers-Cotterêts à Cœuvres.

## Toponymie
Le nom de la localité est attesté sous les formes Altare de Susciaco (1110) ; Suciacum (1142) ; Sulcy (1161) ; Souci (1203) ; Souciacus (1226) ; Susci (XIIIe siècle) ; Soulcy (1620).

## Histoire

### Antiquité
En 1856, deux torques en or d'usage cultuel, datables de la seconde moitié du IIIe  ou du  IIe siècle av. J.-C. sont découverts dans un champ de la commune, mais sans qu'on ait pu établir un lien  lien avec un site religieux ou funéraire local. Ils sont conservés au Musée de Cluny

### Ancien Régime
L'église aurait été donnée vers 1100 à l'Abbaye Saint-Jean-des-Vignes de Soissons par  l'évêque Hugues Ier de Pierrefonds.
Sous lAncien Régime, la localité relève de l'intendance, du bailliage et du élection de Soissons. Dans l'ordre religieux, la paroisse Saint-Martin est sous l'autorité du doyenné de Vivières  et du diocèse de Soissons,.

### Époque contemporaine
En 1888, la surface consacrée à la culture est estimée à 444 ha, soit 85 % du territoire, essentiellement situés sur le plateau qui s'étend au nord, à l'ouest, au centre et au sud du territoire.
Lors de la Première Guerre mondiale, les armées britanniques cantonnent dans le territoire communal dès fin août 1914. Le village est évacué par les habitants en 1918 pour laisser place à l'Offensive Mangin ou seconde Bataille de la Marne (1918).

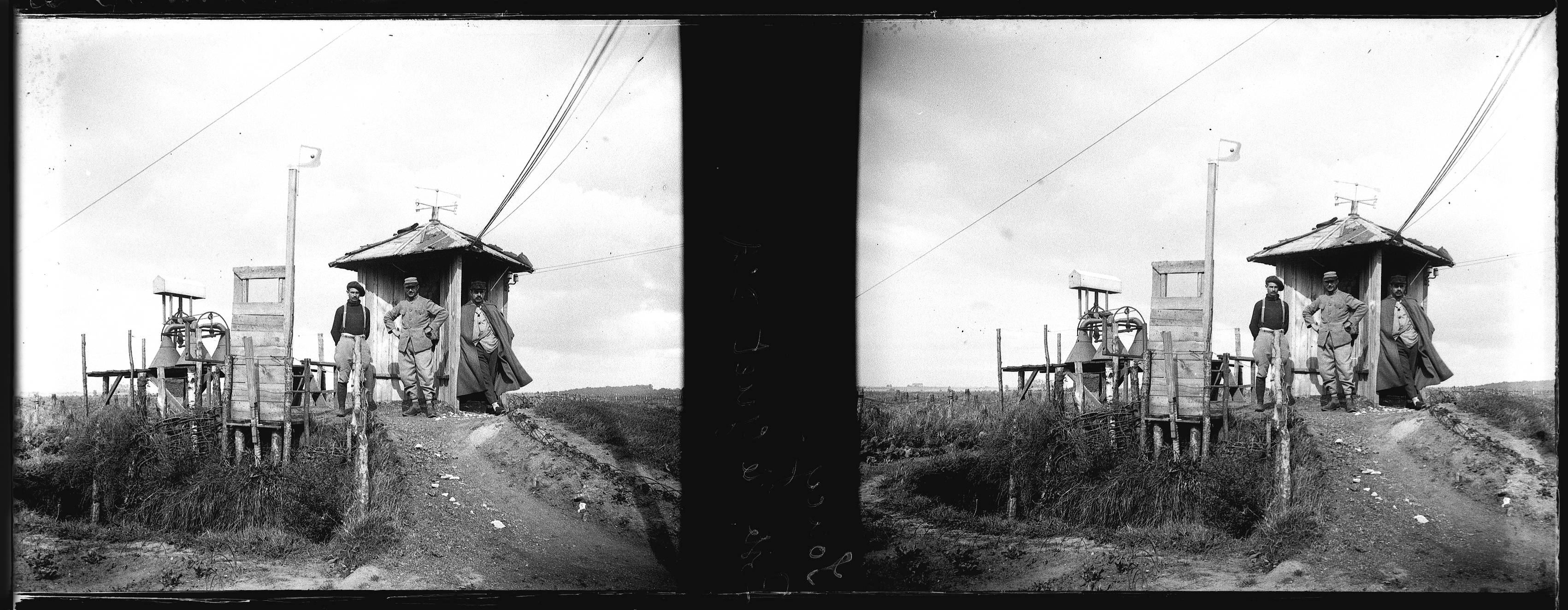
Poste de guet pendant la Première Guerre mondiale, photo Raoul Berthelé, Archives municipales de Toulouse.

## Politique et administration

### Rattachements administratifs et électoraux

#### Rattachements administratifs
La commune se trouve dans l'arrondissement de Soissons du département de l'Aisne.
Elle faisait partie depuis 1793 du canton de Villers-Cotterêts. Dans le cadre du redécoupage cantonal de 2014 en France, cette circonscription administrative territoriale a disparu, et le canton n'est plus qu'une circonscription électorale.

#### Rattachements électoraux
Pour les élections départementales, la commune fait partie depuis 2014 d'un nouveau canton de Villers-Cotterêts.   porté de 20 à 76 communes.
Pour l'élection des députés, elle fait partie de la cinquième circonscription de l'Aisne depuis le dernier découpage électoral de 2010.

### Intercommunalité
Soucy était membre de la communauté de communes Villers-Cotterêts - Forêt de Retz, un établissement public de coopération intercommunale (EPCI) à fiscalité propre créé fin 1999 et auquel la commune avait transféré un certain nombre de ses compétences, dans les conditions déterminées par le code général des collectivités territoriales.
Dans le cadre des dispositions de la loi portant nouvelle organisation territoriale de la République du 7 août 2015, qui prévoit que les établissements publics de coopération intercommunale (EPCI) à fiscalité propre doivent avoir un minimum de 15 000 habitants, cette intercommunalité a fusionné avec sa voisine pour former, le 1er janvier 2017, la communauté de communes Retz-en-Valois, dont est désormais membre la commune.  .

### Administration municipale
Le nombre d'habitants de la commune étant inférieur à 100, le nombre de membres du conseil municipal est de 7.

#### Liste des maires
| Période                                  | Période                        | Identité        | Étiquette | Qualité                           |
| ---------------------------------------- | ------------------------------ | --------------- | --------- | --------------------------------- |
| Les données manquantes sont à compléter. |                                |                 |           |                                   |
|                                          |                                |                 |           |                                   |
| 1820                                     |                                | M. Gibert       |           |                                   |
|                                          |                                |                 |           |                                   |
| 1900                                     |                                | M. Hubert       |           |                                   |
|                                          |                                |                 |           |                                   |
| 1920                                     |                                | M. Hubert       |           |                                   |
|                                          |                                |                 |           |                                   |
| mars 2001                                | juillet 2020                   | Jérôme Lagache, | SE        | Agriculteur                       |
| juillet 2020                             | En cours (au 30 novembre 2023) | Daniel Gobbe    |           | Ancienne profession intermédiaire |

## Équipements et services publics

### Enseignement
Les enfants de la commune sont scolarisés avec ceux de  Puiseux-en-Retz et de Vivières dans le cadre d'un regroupement pédagogique dont les écoles sont à Vivières  et à Puiseux-en-Retz.
Ils poursuivent leur scolarité au collège de Villers-Cotterêts.

## Démographie
L'évolution du nombre d'habitants est connue à travers les recensements de la population effectués dans la commune depuis 1793. Pour les communes de moins de 10 000 habitants, une enquête de recensement portant sur toute la population est réalisée tous les cinq ans, les populations de référence des années intermédiaires étant quant à elles estimées par interpolation ou extrapolation. Pour la commune, le premier recensement exhaustif entrant dans le cadre du nouveau dispositif a été réalisé en 2004.

En 2022, la commune comptait 77 habitants, en évolution de −26,67 % par rapport à 2016 (Aisne : −1,97 %, France hors Mayotte : +2,11 %).
| 1793 | 1800 | 1806 | 1821 | 1831 | 1836 | 1841 | 1846 | 1851 |
| ---- | ---- | ---- | ---- | ---- | ---- | ---- | ---- | ---- |
| 165  | 167  | 176  | 187  | 192  | 177  | 170  | 170  | 171  |

| 1856 | 1861 | 1866 | 1872 | 1876 | 1881 | 1886 | 1891 | 1896 |
| ---- | ---- | ---- | ---- | ---- | ---- | ---- | ---- | ---- |
| 156  | 154  | 150  | 141  | 146  | 133  | 132  | 121  | 137  |

| 1901 | 1906 | 1911 | 1921 | 1926 | 1931 | 1936 | 1946 | 1954 |
| ---- | ---- | ---- | ---- | ---- | ---- | ---- | ---- | ---- |
| 145  | 118  | 105  | 114  | 120  | 127  | 120  | 112  | 94   |

| 1962 | 1968 | 1975 | 1982 | 1990 | 1999 | 2004 | 2006 | 2009 |
| ---- | ---- | ---- | ---- | ---- | ---- | ---- | ---- | ---- |
| 91   | 89   | 72   | 62   | 68   | 73   | 70   | 70   | 87   |

| 2014 | 2019 | 2022 | - | - | - | - | - | - |
| ---- | ---- | ---- | - | - | - | - | - | - |
| 100  | 81   | 77   | - | - | - | - | - | - |

## Culture locale et patrimoine

### Lieux et monuments
- Église Saint-Martin  Inscrit MH (1927)[27], datant du XIIIe siècle, consolidée et restaurée de 1847 à 1857 ;
- Abbaye Saint-Médard  Inscrit MH (1927, partiel)[28] et sa grange dîmière ;
- Lavoir troglodyte, qui est l'une des sources du ru de Retz ;
- Travail à ferrer.

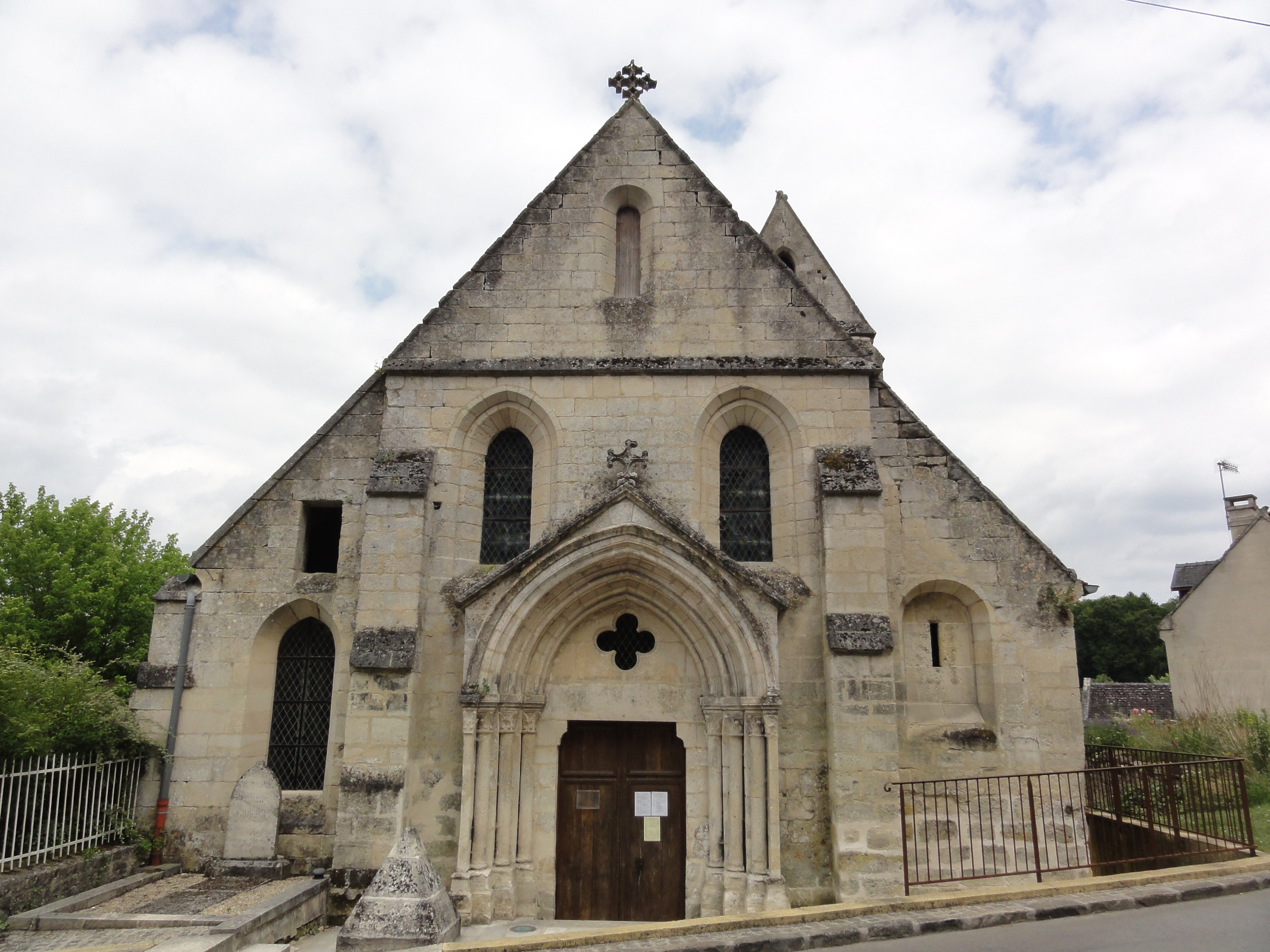
La façade de l'église Saint-Martin...
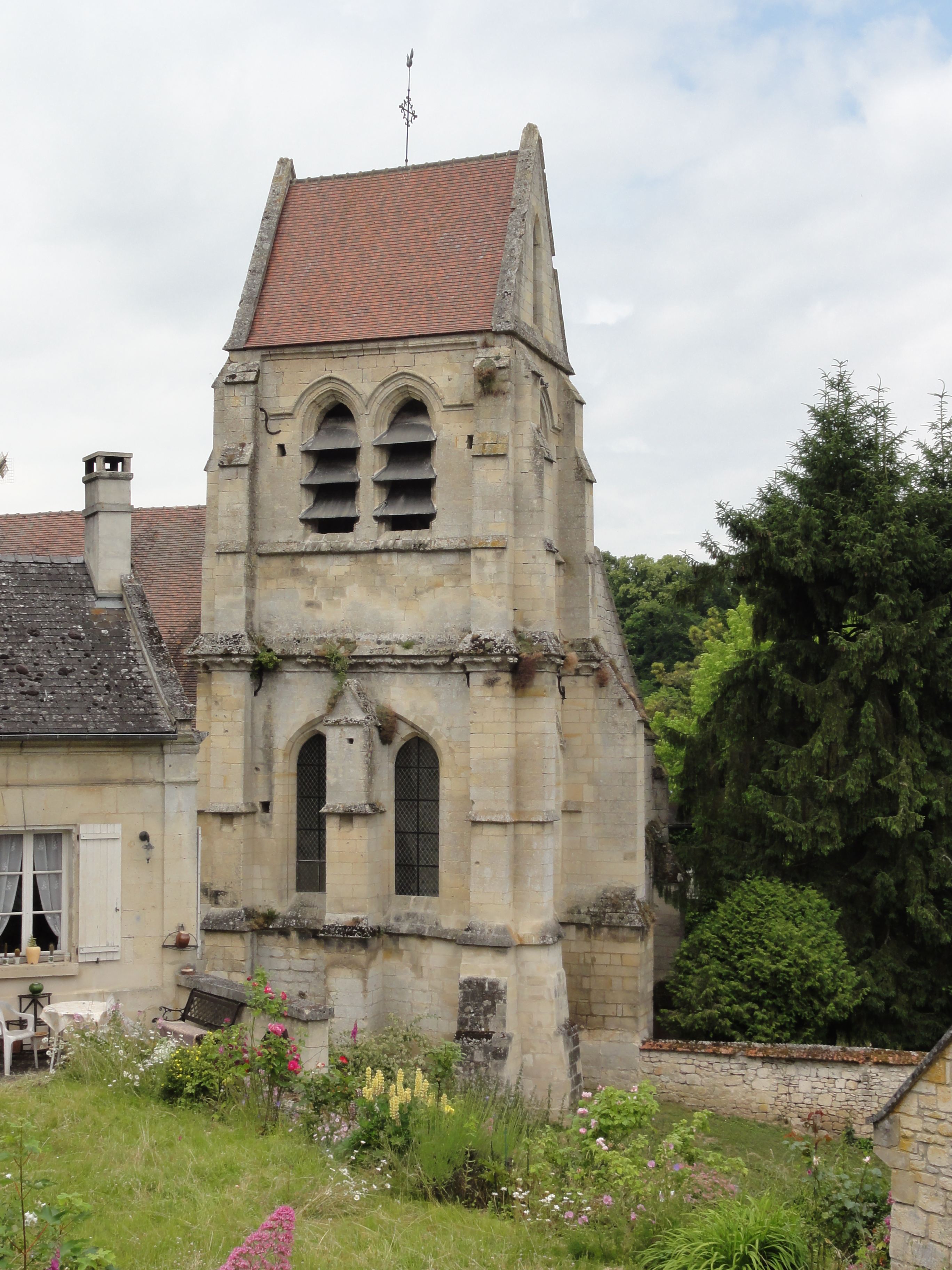
... et son clocher.
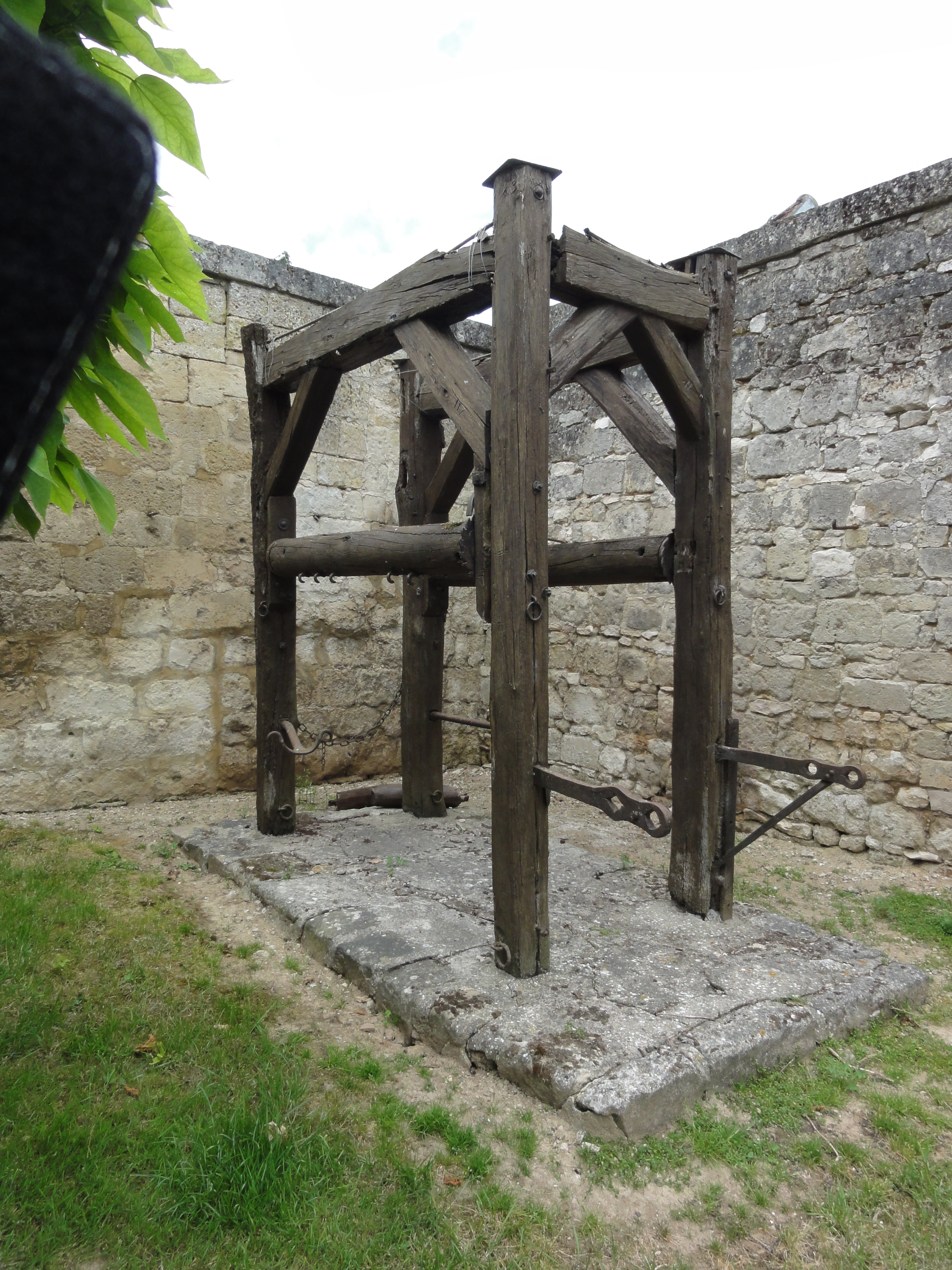
Travail à ferrer.

### Personnalités liées à la commune
- René Demeurisse (1895-1961),  peintre, dessinateur, graveur et lithographe français, y a vécu, rue du Gadenets non-loin de la départementale et y est inhumé[29]